# Temperature (Tyga)
Temperature è un singolo del rapper statunitense Tyga, pubblicato il 22 dicembre 2017 su etichetta Last Kings.

## Tracce
1. Temperature – 3:58